# Sunyer (Lleida)
Sunyer  (spanisch Suñé) ist eine katalanische Gemeinde (Municipio) mit 313 Einwohnern (Stand: 2024) in der Provinz Lleida im Nordosten Spaniens. Sie ist Teil der Comarca Segrià.

## Geographie
Sunyer liegt etwa zehn Kilometer südsüdwestlich vom Stadtzentrum von Lleida in einer Höhe von ca. 210 m.

## Einwohnerentwicklung
| 1900 | 1930 | 1950 | 1970 | 1981 | 1991 | 2001 | 2011 | 2021 |
| ---- | ---- | ---- | ---- | ---- | ---- | ---- | ---- | ---- |
| 479  | 405  | 358  | 306  | 320  | 311  | 295  | 305  | 334  |

## Sehenswürdigkeiten

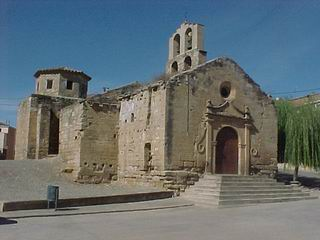
Marienkirche

- Marienkirche